# Dorus van der Linden
Theodorus (Dorus) Augustinus Hermanus Maria van der Linden (Nijmegen, 3 maart 1942 - Hilversum, 13 augustus 2020)  was een Nederlands decorontwerper en grafisch ontwerper. Hij werkte onder andere mee aan de productie van de televisieseries De kleine waarheid en Merijntje Gijzens jeugd, de films De aanslag en De smaak van water en de experimentele televisieproductie Woyzeck.
Van der Linden volgde tussen 1959 en 1963 de Koninklijke Academie voor Kunst en Vormgeving te 's-Hertogenbosch. In 1963 deed hij eindexamen grafische vormgeving. In 1965 kwam hij in dienst bij de Nederlandse Televisie Stichting als decorontwerper/vormgever.
Maquettemaker Fried van der Linden en decorontwerper Stef van der Linden zijn jongere broers van Dorus. Op 13 augustus 2020 overleed hij in zijn woonplaats Hilversum.

## Filmografie
- Eiken en konijnen (dramaserie)
- The Basement (dramaserie)
- Sesamstraat (kinderserie)
- De schilderijententoonstelling (NOS)
- De zeven doodzonden van de kleine burgerman (VPRO)
- De Rode Salon (VARA)
- Het Twentsch paradijs (NCRV, televisiefilm)
- De verleiding
- 1967 - De sprakelozen (VARA, dramaserie)
- 1968 - Joop ter Heul (kinderserie)
- 1970 - De fantastische avonturen van Baron von Munchhausen (kinderserie)
- 1970–1971 - De kleine waarheid (dramaserie)
- 1972 - Woyzeck (VPRO, dramaserie)
- 1973–1974 - Waaldrecht (VARA, dramaserie)
- 1974 - Merijntje Gijzen (VARA, dramaserie)
- 1975 - Klaverweide (VARA, dramaserie)
- 1978 - Prettig weekend, meneer Meijer (VARA, televisiefilm)
- 1979 - Droogbloemen (NOS, dramaserie)
- 1979 - J.J. De Bom voorheen De Kindervriend (VARA)
- 1979 - Grijpstra en De Gier (speelfilm)
- 1979 - Pim en zijn hospita (korte film)
- 1980 - Pim en de film (korte film)
- 1980 - Pim en zijn familie (korte film)
- 1980 - Pim geeft een feest (korte film)
- 1980 - Pim en zijn vriend (korte film)
- 1981 - Het meisje met het rode haar (speelfilm)
- 1982 - De smaak van water (speelfilm)
- 1983 - Pim (vijf korte films)
- 1983 - Brandende liefde (speelfilm)
- 1983 - Dodenakker (NOS)
- 1986 - Mama is boos! (speelfilm)
- 1986 - De aanslag (speelfilm)
- 1987 - Iris (speelfilm)
- 1987 - Van geluk gesproken (speelfilm)
- 1989 - De kassière (speelfilm)
- 2004 - Annetje Lie (VPRO, kinderserie)

## Theaterproducties
- Ro Theater (Van de brug af gezien)
- Theaterunie (Fama Combinatoria)
- Globe (De spooktrein)
- De Salon (Spoken in de kast)